# Confuciustempel van Shanghai
De Confuciustempel van Shanghai is een Confuciustempel gelegen aan de Wenmiaolu nummer 215 in het district Huangpu in Puxi, het oude stadsgedeelte van Shanghai. Het is een plaats in Shanghai waar men Confucius offers kan brengen. Het gebouw staat op de Shanghaise lijst van beschermd erfgoed.

## Geschiedenis

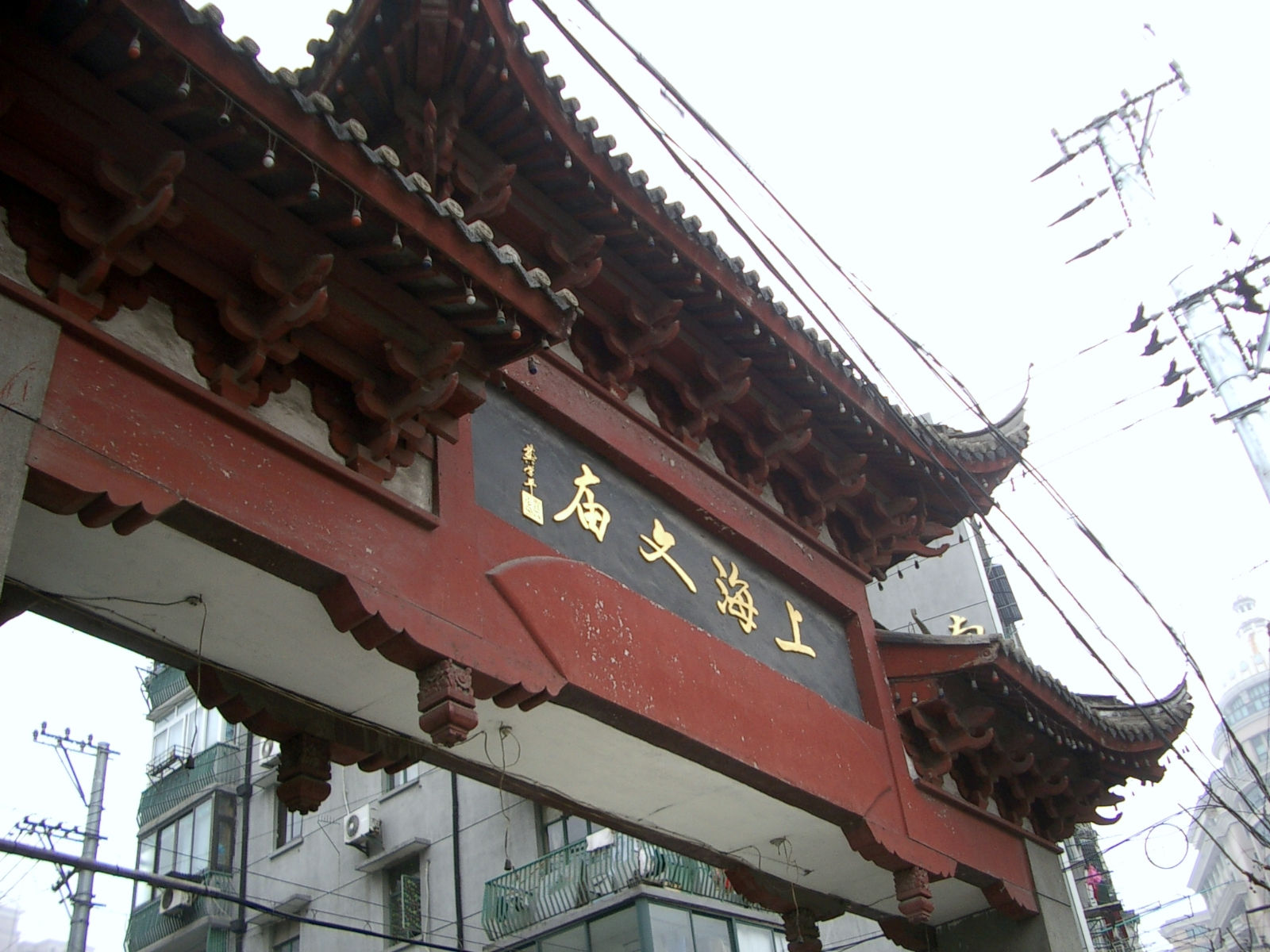

De Confuciustempel van Shanghai bestaat al meer dan zevenhonderd jaar. Het is gebouwd in de Yuan-dynastie tijdens het eenendertigste regeringsjaar van keizer Zhiyuan. De school van de tempel bood vroeger het hoogste onderwijs van Shanghai.

## Huidige functie
Hoewel de tempel nog steeds dienstdoet als onderwijsinstelling is het anno 2011 ook een museum dat tegen betaling kan worden bezocht. Er is onder meer een grote selectie theepotten te bezichtigen.